# 南海鸭嘴蛤
南海鸭嘴蛤（学名：Laternula nanhaiensis），是笋螂目薄壳蛤科薄壳蛤属的一种。主要分布于中国大陆，常栖息在潮间带泥砂中。